# Torsten Oehrl
Torsten Oehrl (ur. 7 stycznia 1986 w Itzgrund) – niemiecki piłkarz występujący na pozycji napastnika. Zawodnik rezerw Bayernu Monachium.

## Kariera klubowa
Oehrl jako junior grał w zespołach SV Memmelsdorf, SV Hallstadt oraz 1. FC Eintracht Bamberg, a w 2003 roku trafił do juniorów SpVgg Greuther Fürth. W sezonie 2005/2006 został włączony do jego pierwszej drużyny, grającej w 2. Bundeslidze. Zadebiutował w niej 11 września 2005 roku w przegranym 0:3 pojedynku z Eintrachtem Brunszwik. 5 listopada 2006 roku w wygranym 2:0 spotkaniu z Kickers Offenbach strzelił pierwszego gola w 2. Bundeslidze. W styczniu 2007 roku został wypożyczony właśnie do tego zespołu. Grał tam do końca sezonu 2006/2007.
W 2007 roku Oehrl odszedł do Eintrachtu Brunszwik występującego w Regionallidze Nord. Spędził tam sezon 2007/2008, a potem przeniósł się do pierwszoligowego Werderu Brema. W Bundeslidze w jego barwach wystąpił jeden raz, 10 maja 2009 roku przeciwko Hamburgerowi SV (2:0). Resztę czasu spędził w trzecioligowych rezerwach Werderu. Przez drugą część sezonu 2009/2010 grał na wypożyczeniu w drugoligowej Fortunie Düsseldorf.
W połowie 2010 roku Oehrl został graczem drugoligowego Augsburga. Zadebiutował tam 21 sierpnia 2010 roku w wygranym 4:1 spotkaniu z FC Ingolstadt 04, w którym zdobył także bramkę. W 2011 roku awansował z zespołem do Bundesligi. Następnie ponownie grał w Eintrachcie Brunszwik, i SV Wehen Wiesbaden, a w 2016 przeszedł do rezerw Bayernu Monachium.

## Kariera reprezentacyjna
Oehrl jest byłym reprezentantem Niemiec U-18 oraz U-19.